# Warren (Ohio)
Warren è una città degli Stati Uniti d'America, capoluogo della contea di Trumbull, nello Stato dell'Ohio. La municipalità è sita nell'Ohio nordoccidentale, a circa 22 chilometri a nordovest di Youngstown e a 24 km ad ovest del confine di Stato con la Pennsylvania.
La popolazione risultava di 46 832 abitanti per il censimento del 2000, scendendo nel 2007 a 44 270.